# Piazza del Popolo (Grosseto)
Piazza del Popolo è una piazza di Grosseto.

## Descrizione
La piazza si apre ad sul lato orientale di Porta Nuova, al limite settentrionale del centro storico di Grosseto. Questo spazio urbano fu ricavato per costruire la casa del Fascio sul lato meridionale e per la sua costruzione fu "tagliato" un brevissimo tratto della cortina delle mura medicee, in prossimità del lato orientale della scomparsa porta, in modo da aver ottenuto una superficie di piazza più ampia di quella che sarebbe stata a disposizione mantenendo completamente intatta la cerchia muraria.
Il lato settentrionale è delimitato dall'asse viario del viale Lorenzo Porciatti, che costituisce insieme a viale Fossombroni, viale Manetti e viale Ximenes, l'anello di circonvallazione esterno delle mura di Grosseto. Sul lato di viale Porciatti è situato il lato meridionale del villino Pastorelli.

## Storia
La piazza fu realizzata negli anni venti del XX secolo, dopo che nel 1920 era stato approvato un regolamento edilizio riguardante l'area antistante il fossato di Porta Nuova, ad opera dell'architetto Lorenzo Porciatti. Il piano prevedeva il riempimento del fossato con successiva trasformazione della zona a ridosso delle mura in area pedonale e viale per il passeggio, quest'ultimo intitolato poi all'omonimo avo dell'architetto.
Nel 1924 venne definitivamente demolita la barriera di Porta Nuova con gli edifici del dazio, e l'area dove sorge la piazza adibita a giardini, noti come giardini di Porta Nuova. Nel 1925 fu ceduto un pezzo di terrapieno delle mura per la costruzione della casa del Fascio di Grosseto, inaugurata nel 1927, mentre un altro tratto fu demolito per la realizzazione del Palazzo delle Corporazioni fasciste (1929). Solamente nel periodo tra il 1939 e il 1941 la piazza assunse il proprio aspetto, con l'innalzamento della torre littoria a saldatura dei due differenti edifici e la demolizione di un piccolo tratto delle mura medicee che vi si ritrovavano addossate. Fu effettuato un tentativo di salvare parte delle strutture murarie con la presentazione di un progetto per l'apertura di un arco a tre fornici, non andato però a buon fine.
Nel dopoguerra la piazza, intitolata ai martiri del fascismo, fu ridenominata piazza del Popolo e la casa del Fascio fu destinata a sede della Guardia di Finanza. L'area dove sorgevano i giardini, non più esistenti, è adibita in buona parte a parcheggio.